# Балаж, Петер (эсперантист)
Петер Балаж (словац. Peter Baláž, в эсперанто-среде известен как Петро; род. 8 октября 1979 года в городе Партизанске) — словацкий эсперантист, издатель, соучредитель организации E@I.

## Деятельность и волонтёрство
После обучения в Академии гостиничного бизнеса Пьештяни около двух лет работал в Германии и Австрии.
Балаж активен главным образом в международном образом в международном эсперанто-движении и различных образовательных проектах. В 2003 стал соорганизатором Словацкого молодёжного эсперанто клуба, в 2003—2008 годах был его президентом В 2004 году был избран вице-президентом Словацкой эсперанто федерации. Является сооснователем организации E@I (с 2003 года — активный член, с 2005 года — соучредитель), член правления Европейского союза эсперантистов (с 2005 года), член правления Викимедии Словакии (Vikimedio Slovakio) (март 2012 — сентябрь 2012), а бывший время член ревизионной комиссии словацкой Викимедии (сентябрь 2012 — 2019). Также является владельцем личного издательства Espero, выпускающего различные эсперантистские товары. Издательство основано в Словакии в 2003.

### Мероприятия
Петер Балаж является организатором различных мероприятия эсперанто-сообщества. В 2007 году он провёл Летнюю школу эсперанто (Slava Esperanto-Studado). Оригинальная идея организации встречи различных славянских народов для изучения языка эсперанто и славянской культуры. Однако в следующем году Петер изменил дух события, превратив это мероприятие во встречу пользователей сервиса lernu!. Соответственно, организатором стала команда lernu!, E@I и Словацкий эсперанто-клуб. Название было изменено на Somera Esperanto-Studado (Летняя эсперанто-школа), аббревиатура SES осталась прежней. SES проходит каждый год в Словакии и в 2014 году дополнительно была организована в России.
В 2010 году E@I взяла на себя организацию Конференции по применению эсперанто в науке и технике с Петером Балажем в качестве главного организатора.
Петер Балаж также является президентом местного конгресс-комитета 101 Всемирного конгресса эсперантистов, который прошёл в июле 2016 года в Нитре (Словакия).

## Премии
В 2006—2009 и в 2011—2012 годах был номинирован на международную премию «Эсперантист года», организованную журналом La Ondo de Esperanto. В 2008 году занял второе место, в 2011 году — третье, а в 2012 он стал лауреатом премии за «основание, развитие и поддержку важных интернет-проектов; образцовое сотрудничество с национальными и европейскими инстанциями; проведение летней эсперанто-школы и научной конференции KAEST; издание дисков, книг, брошюр и фильмов на и об эсперанто; также за то, что Балаж успешно стимулировал и активировал талантливую молодёжь, которая без этой возможности потеряла бы интерес к эсперанто».
В 2005 году был выбран членом правления Словацкой Эсперанто федерации как словацкий «Эсперантист года». Деятельность Балажа была множество раз премирована в номинации «Эсперанто-активность года», в частности в 2007 году за организацию Slava Esperanta studado (Славянская эсперанто-школа, впоследствии преобразовавшаяся в Летнюю эсперанто-школу) и в 2008 году за организацию Ago-Semajno (AS).

## Публикации
- Baláž, Peter. Európsky preukaz pre deti. Partizánske : Espero, 10 p.
- Baláž, Peter. Internaciaj vortoj en Esperanto / Medzinárodné slová v Esperante. Partizánske : Espero, 2005, 46 p. ISBN 8096904256